# Atamata
Die Atmata (deutsch Atmath, Athmath) ist ein 13 Kilometer langer, rechter Mündungsarm der Ruß in der Rajongemeinde Šilutė, welche wiederum der rechte Delta-Arm der Memel ist.

## Verlauf
Die Atmata beginnt in der Stadt Rusnė (deutsch Ruß), wo sich die Memel in die Atmath und in die Skirwieth teilt. Ab Ruß fließt die Atmath nahezu geradlinig und parallel zum Haff bis zur Mündung des Šyša (ca. 3 km) in Richtung Norden. Dort wendet sie sich nach Westen und mündet in das Kurische Haff.

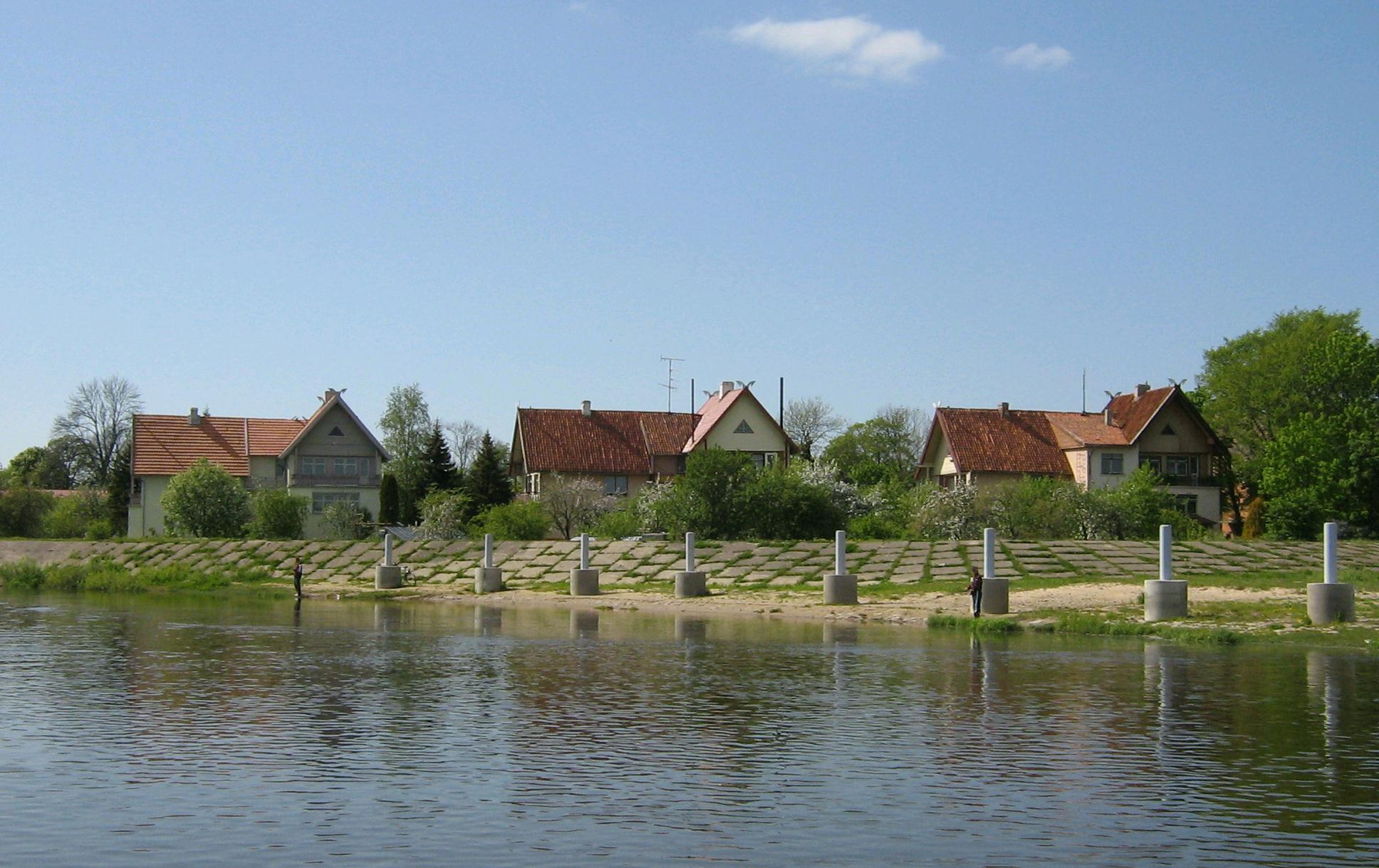
Rusne
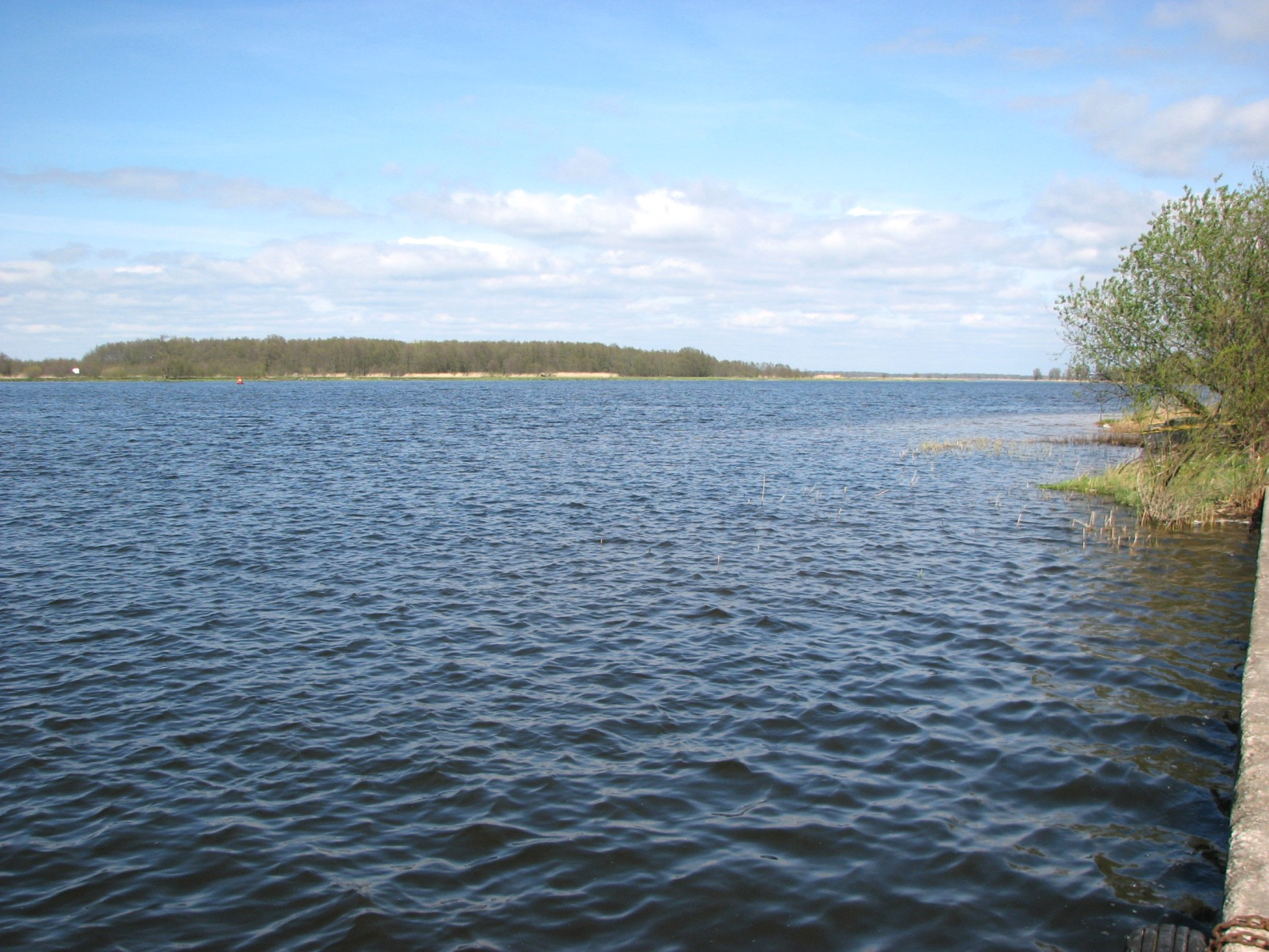
Atamata
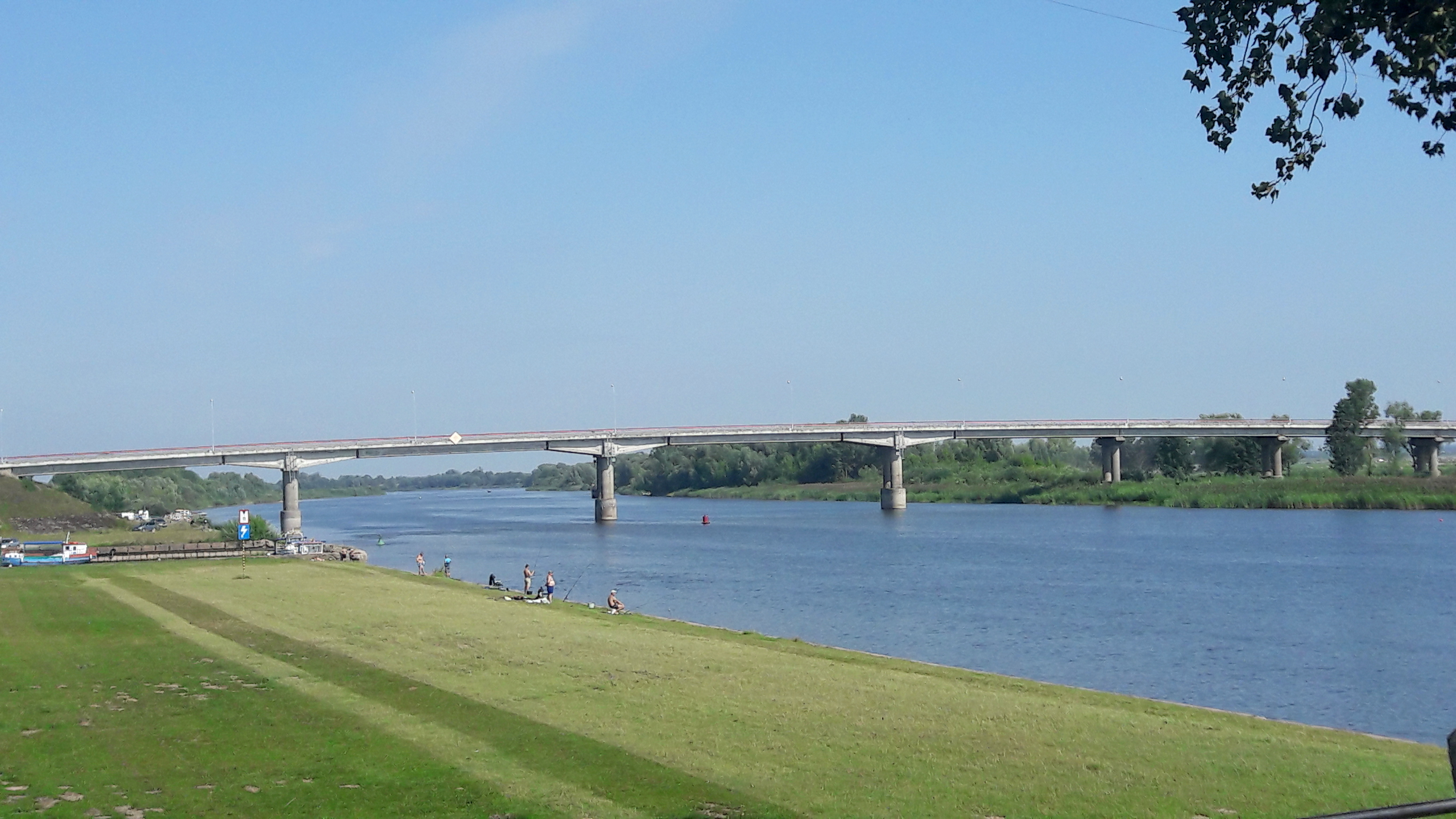
Brücke über die Atamata bei Rusne